# Queerowa Palma
Queerowa Palma (oryg. Queer Palm) – nagroda dla filmów poruszających tematykę LGBT oraz tożsamości płciowej, przyznawana na MFF w Cannes jako nagroda pozakonkursowa.
Otrzymują ją filmy fabularne, dokumentalne i krótkometrażowe, nominowane lub zgłoszone w ramach oficjalnej selekcji, Un Certain Regard, Tygodnia Krytyki, Directors' Fortnight i sekcji ACID. W przypadku filmów krótkometrażowych nagroda ma swoją własną nazwę Queer Palm du court métrage (tłum. Queerowa Palma dla filmu krótkometrażowego). Obie nagrody przyznaje specjalnie wyselekcjonowane do tego jury.
Wraz z Nagrodą Teddy, wręczaną na MFF w Berlinie, oraz Queerowym Lwem, trofeum przyznawanym na MFF w Wenecji, Queerowa Palma to jedna z głównych i najważniejszych nagród przeznaczonych specjalnie dla filmów o tematyce LGBT.

## Historia
Nagroda została ustanowiona w maju 2010 roku przez francuskiego dziennikarza Francka Finance-Madureirę. Zainspirowała go Nagroda Teddy, wyróżnienie wręczane od 1987 roku na Międzynarodowym Festiwalu Filmowym w Berlinie. Queerowa Palma jest sponsorowana przez Oliviera Ducastela i Jacques’a Martineau, francuskich reżyserów i scenarzystów.

## Filmy pełnometrażowe
Laureaci są wyróżnieni pogrubioną czcionką na złotym tle.

### 2010-2019
| Rok                 | Tytuł polski                                | Tytuł oryginalny                      | Reżyseria                                                             | Kraj pochodzenia  |
| ------------------- | ------------------------------------------- | ------------------------------------- | --------------------------------------------------------------------- | ----------------- |
| 2010                | Kaboom                                      | Kaboom                                | Gregg Araki                                                           | Stany Zjednoczone |
| [ a ] [ 10 ]        | Wyśnione miłości                            | Les amours imaginaires                | Xavier Dolan                                                          | Kanada            |
| [ a ] [ 10 ]        | Czarna lista                                | Cuchillo de palo                      | Renate Costa                                                          | Paragwaj          |
| [ a ] [ 10 ]        | Tournée                                     | Tournée                               | Mathieu Amalric                                                       | Francja           |
| 2011                | Piękno                                      | Skoonheid                             | Oliver Hermanus                                                       | Południowa Afryka |
| [ 11 ] [ 12 ]       | Srebrne urwisko                             | O Abismo Prateado                     | Karim Aïnouz                                                          | Brazylia          |
| [ 11 ] [ 12 ]       | Busong                                      | Busong                                | Auraeus Solito                                                        | Filipiny          |
| [ 11 ] [ 12 ]       | Grzyby                                      | Chatrak                               | Vimukthi Jayasundara                                                  | Indie             |
| [ 11 ] [ 12 ]       | Stare koty                                  | Gatos viejos                          | Sebastián Silva i Pedro Peirano                                       | Chile             |
| [ 11 ] [ 12 ]       | Wypowiedzenie wojny                         | La guerre est déclarée                | Valérie Donzelli                                                      | Francja           |
| [ 11 ] [ 12 ]       | Nöwoczesna młodzież                         | Des jeunes gens mödernes              | Jérôme de Missolz                                                     | Francja           |
| [ 11 ] [ 12 ]       | Moja mała księżniczka                       | My Little Princess                    | Eva Ionesco                                                           | Francja           |
| [ 11 ] [ 12 ]       | Skóra, w której żyję                        | La piel que habito                    | Pedro Almodóvar                                                       | Hiszpania         |
| [ 11 ] [ 12 ]       | Snowtown                                    | Snowtown                              | Justin Kurzel                                                         | Australia         |
| [ 11 ] [ 12 ]       | Walk Away Renee                             | Walk Away Renee                       | Jonathan Caouette                                                     | Stany Zjednoczone |
| 2012                | Na zawsze Laurence                          | Laurence Anyways                      | Xavier Dolan                                                          | Kanada            |
| [ 13 ] [ 14 ]       | Z miłości                                   | 愛と誠 Ai to makoto                   | Takashi Miike                                                         | Japonia           |
| [ 13 ] [ 14 ]       | Augustine                                   | Augustine                             | Alice Winocour                                                        | Francja           |
| [ 13 ] [ 14 ]       | Tajemnica                                   | 浮城谜事 Fu cheng mi shi              | Lou Ye                                                                |                   |
| [ 13 ] [ 14 ]       | Za wzgórzami                                | După dealuri                          | Cristian Mungiu                                                       | Rumunia           |
| [ 13 ] [ 14 ]       | Holy Motors                                 | Holy Motors                           | Leos Carax                                                            | Francja           |
| [ 13 ] [ 14 ]       | Za murami                                   | Hors les murs                         | David Lambert                                                         | Belgia            |
| [ 13 ] [ 14 ]       | Niewidzialni homoseksualni                  | Les invisibles                        | Sébastien Lifshitz                                                    | Francja           |
| [ 13 ] [ 14 ]       | Noor                                        | Noor                                  | Çağla Zencirci i Guillaume Giovanetti                                 | Pakistan          |
| [ 13 ] [ 14 ]       | Pokusa                                      | The Paperboy                          | Lee Daniels                                                           | Stany Zjednoczone |
| [ 13 ] [ 14 ]       | Handlarze                                   | Peddlers                              | Vasan Bala                                                            | Indie             |
| [ 13 ] [ 14 ]       | Ta sama śpiewka                             | Rengaine                              | Rachid Djaïdani                                                       | Francja           |
| [ 13 ] [ 14 ]       | To my, a to ja                              | The We and the I                      | Michel Gondry                                                         | Stany Zjednoczone |
| 2013                | Nieznajomy nad jeziorem                     | L'inconnu du lac                      | Alain Guiraudie                                                       | Francja           |
| [ 15 ]              | Wielki Liberace                             | Behind the Candelabra                 | Steven Soderbergh                                                     | Stany Zjednoczone |
| [ 15 ]              | Bombay Talkies (segment)                    | बॉम्बे टॉकीज़ Bombay Talkies                | Karan Johar                                                           | Indie             |
| [ 15 ]              | Guillaume i chłopcy! Kolacja!               | Les garçons et Guillaume, à table!    | Guillaume Gallienne                                                   | Francja           |
| [ 15 ]              | Opium                                       | Opium                                 | Arielle Dombasle                                                      | Francja           |
| [ 15 ]              | Spotkania po północy                        | Les rencontres d'après minuit         | Yann Gonzalez                                                         | Francja           |
| [ 15 ]              | Sarah woli biegać                           | Sarah préfère la course               | Chloé Robichaud                                                       | Kanada            |
| [ 15 ]              | Życie Adeli                                 | La vie d'Adèle – chapitre 1 & 2       | Abdellatif Kechiche                                                   | Francja           |
| 2014                | Dumni i wściekli                            | Pride                                 | Matthew Warchus                                                       | Wielka Brytania   |
| [ 16 ] [ 17 ]       | Dziewczyny z bandy                          | Bande de filles                       | Céline Sciamma                                                        | Francja           |
| [ 16 ] [ 17 ]       | Miłość od pierwszego ugryzienia             | Les combattants                       | Thomas Cailley                                                        | Francja           |
| [ 16 ] [ 17 ]       | Otwórz mi drzwi                             | 도희야 Dohee-ya                       | July Jung                                                             | Korea Południowa  |
| [ 16 ] [ 17 ]       | FLA                                         | FLA (Faire: l'amour)                  | Djinn Carrénard                                                       | Francja           |
| [ 16 ] [ 17 ]       | Mama                                        | Mommy                                 | Xavier Dolan                                                          | Kanada            |
| [ 16 ] [ 17 ]       | Wilkołacze sny                              | Når dyrene drømmer                    | Jonas Alexander Arnby                                                 | Dania             |
| [ 16 ] [ 17 ]       | Party Girl                                  | Party Girl                            | Marie Amachoukeli, Claire Burger i Samuel Theis                       | Francja           |
| [ 16 ] [ 17 ]       | Najciemniejsza noc                          | Più buio di mezzanotte                | Sebastiano Riso                                                       | Włochy            |
| [ 16 ] [ 17 ]       | Oddychaj                                    | Respire                               | Mélanie Laurent                                                       | Francja           |
| [ 16 ] [ 17 ]       | Saint Laurent                               | Saint Laurent                         | Bertrand Bonello                                                      | Francja           |
| [ 16 ] [ 17 ]       | Whiplash                                    | Whiplash                              | Damien Chazelle                                                       | Stany Zjednoczone |
| [ 16 ] [ 17 ]       | Xenia                                       | Xenia                                 | Panos H. Koutras                                                      | Grecja            |
| 2015                | Carol                                       | Carol                                 | Todd Haynes                                                           | Stany Zjednoczone |
| [ b ] [ 18 ] [ 19 ] | Lobster                                     | The Lobster                           | Jorgos Lantimos                                                       | Irlandia          |
| [ b ] [ 18 ] [ 19 ] | Amy                                         | Amy                                   | Asif Kapadia                                                          | Wielka Brytania   |
| [ b ] [ 18 ] [ 19 ] | Przed świtem                                | De l'ombre il y a                     | Nathan Nicholovitch                                                   | Francja           |
| [ b ] [ 18 ] [ 19 ] | Dwóch przyjaciół                            | Les deux amis                         | Louis Garrel                                                          | Francja           |
| [ b ] [ 18 ] [ 19 ] | Dorastanie dla początkujących               | Dope                                  | Rick Famuyiwa                                                         | Stany Zjednoczone |
| [ b ] [ 18 ] [ 19 ] | Love                                        | Love                                  | Gaspar Noé                                                            | Francja           |
| [ b ] [ 18 ] [ 19 ] | Marguerite i Julien                         | Marguerite et Julien                  | Valérie Donzelli                                                      | Francja           |
| [ b ] [ 18 ] [ 19 ] | Tyle miłości                                | Much Loved                            | Nabil Ayouch                                                          | Maroko            |
| [ b ] [ 18 ] [ 19 ] | Mustang                                     | Mustang                               | Deniz Gamze Ergüven                                                   | Turcja            |
| [ b ] [ 18 ] [ 19 ] | Front w Dolinie Wakhan                      | Ni le ciel ni la terre                | Clément Cogitore                                                      | Francja           |
| [ b ] [ 18 ] [ 19 ] | Pauline                                     | Pauline s'arrache                     | Émilie Brisavoine                                                     | Francja           |
| [ b ] [ 18 ] [ 19 ] | Pycha                                       | La vanité                             | Lionel Baier                                                          | Szwajcaria        |
| 2016                | Kilka żyć Teresy                            | Les vies de Thérèse                   | Sébastien Lifshitz                                                    | Francja           |
| [ 20 ]              | Służąca                                     | 아가씨 Ah-ga-ssi                      | Park Chan-wook                                                        | Korea Południowa  |
| [ 20 ]              | Bezdech                                     | Apnée                                 | Jean-Christophe Meurisse                                              | Francja           |
| [ 20 ]              | Aquarius                                    | Aquarius                              | Kleber Mendonça Filho                                                 | Brazylia          |
| [ 20 ]              | Osioł                                       | Le cancre                             | Paul Vecchiali                                                        | Francja           |
| [ 20 ]              | Tancerka                                    | La danseuse                           | Stéphanie Di Giusto                                                   | Francja           |
| [ 20 ]              | W pogoni za marzeniami                      | Divines                               | Houda Benyamina                                                       | Francja           |
| [ 20 ]              | Kwiatek                                     | Fiore                                 | Claudio Giovannesi                                                    | Włochy            |
| [ 20 ]              | Mięso                                       | Grave                                 | Julia Ducournau                                                       | Francja           |
| [ 20 ]              | Neon Demon                                  | The Neon Demon                        | Nicolas Winding Refn                                                  | Stany Zjednoczone |
| [ 20 ]              | W pionie                                    | Rester vertical                       | Alain Guiraudie                                                       | Francja           |
| [ 20 ]              | Willy I                                     | Willy 1er                             | Ludovic Boukherma, Zoran Boukherma, Marielle Gautier i Hugo P. Thomas | Francja           |
| 2017                | 120 uderzeń serca                           | 120 battements par minute             | Robin Campillo                                                        | Francja           |
| [ 21 ] [ 22 ]       | Coby                                        | Coby                                  | Christian Sonderegger                                                 | Stany Zjednoczone |
| [ 21 ] [ 22 ]       | Jak rozmawiać z dziewczynami na prywatkach? | How to Talk to Girls at Parties       | John Cameron Mitchell                                                 | Stany Zjednoczone |
| [ 21 ] [ 22 ]       | Marlina: Zbrodnia w czterech aktach         | Marlina Si Pembunuh dalam Empat Babak | Mouly Surya                                                           | Indonezja         |
| [ 21 ] [ 22 ]       | Złote lata                                  | Nos années folles                     | André Téchiné                                                         | Francja           |
| [ 21 ] [ 22 ]       | Książę Nothingwood                          | Nothingwood                           | Sonia Kronlund                                                        | Francja           |
| [ 21 ] [ 22 ]       | Oni                                         | They                                  | Anahita Ghazvinizadeh                                                 | Stany Zjednoczone |
| 2018                | Dziewczyna                                  | Girl                                  | Lukas Dhont                                                           | Belgia            |
| [ 3 ] [ 23 ]        | Miłość rozkwita                             | L'amour debout                        | Michaël Dacheux                                                       | Francja           |
| [ 3 ] [ 23 ]        | Anioł                                       | El ángel                              | Luis Ortega                                                           | Argentyna         |
| [ 3 ] [ 23 ]        | Carmen i Lola                               | Carmen y Lola                         | Arantxa Echevarría                                                    | Hiszpania         |
| [ 3 ] [ 23 ]        | Cassandro, the Exotico!                     | Cassandro, the Exotico!               | Marie Losier                                                          | Francja           |
| [ 3 ] [ 23 ]        | Nóż + serce                                 | Un couteau dans le cœur               | Yann Gonzalez                                                         | Francja           |
| [ 3 ] [ 23 ]        | Diamantino                                  | Diamantino                            | Gabriel Abrantes i Daniel Schmidt                                     | Portugalia        |
| [ 3 ] [ 23 ]        | Euforia                                     | Euforia                               | Valeria Golino                                                        | Włochy            |
| [ 3 ] [ 23 ]        | Granica                                     | Gräns                                 | Ali Abbasi                                                            | Szwecja           |
| [ 3 ] [ 23 ]        | Sorry Angel                                 | Plaire, aimer et courir vite          | Christophe Honoré                                                     | Francja           |
| [ 3 ] [ 23 ]        | Rafiki                                      | Rafiki                                | Wanuri Kahiu                                                          | Kenia             |
| [ 3 ] [ 23 ]        | Sauvage                                     | Sauvage                               | Camille Vidal-Naquet                                                  | Francja           |
| [ 3 ] [ 23 ]        | Szeherezada                                 | Shéhérazade                           | Jean-Bernard Marlin                                                   | Francja           |
| [ 3 ] [ 23 ]        | Żniwa                                       | Die Stropers                          | Etienne Kallos                                                        | Południowa Afryka |
| [ 3 ] [ 23 ]        | Whitney                                     | Whitney                               | Kevin Macdonald                                                       | Stany Zjednoczone |
| 2019                | Portret kobiety w ogniu                     | Portrait de la jeune fille en feu     | Céline Sciamma                                                        | Francja           |
| [ 24 ] [ 25 ]       | Adam                                        | Adam                                  | Maryam Touzani                                                        | Maroko            |
| [ 24 ] [ 25 ]       | A potem tańczyliśmy                         | And Then We Danced                    | Levan Akin                                                            | Szwecja           |
| [ 24 ] [ 25 ]       | Bacurau                                     | Bacurau                               | Kleber Mendonça Filho i Juliano Dornelles                             | Brazylia          |
| [ 24 ] [ 25 ]       | Ból i blask                                 | Dolor y gloria                        | Pedro Almodóvar                                                       | Hiszpania         |
| [ 24 ] [ 25 ]       | Wysoka dziewczyna                           | Дылда Dyłda                           | Kantiemir Bałagow                                                     | Rosja             |
| [ 24 ] [ 25 ]       | Frankie                                     | Frankie                               | Ira Sachs                                                             | Stany Zjednoczone |
| [ 24 ] [ 25 ]       | Indianara                                   | Indianara                             | Aude Chevalier-Beaumel i Marcelo Barbosa                              | Brazylia          |
| [ 24 ] [ 25 ]       | Liberté                                     | Liberté                               | Albert Serra                                                          | Francja           |
| [ 24 ] [ 25 ]       | Matthias i Maxime                           | Matthias et Maxime                    | Xavier Dolan                                                          | Kanada            |
| [ 24 ] [ 25 ]       | Port Authority                              | Port Authority                        | Danielle Lessovitz                                                    | Stany Zjednoczone |
| [ 24 ] [ 25 ]       | Rocketman                                   | Rocketman                             | Dexter Fletcher                                                       | Wielka Brytania   |
| [ 24 ] [ 25 ]       | Miłosierny                                  | Roubaix, une lumière                  | Arnaud Desplechin                                                     | Francja           |
| [ 24 ] [ 25 ]       | Tlamess                                     | طلامس Tlamess                         | Ala Eddine Slim                                                       | Tunezja           |
| [ 24 ] [ 25 ]       | Zasługujesz na miłość                       | Tu mérites un amour                   | Hafsia Herzi                                                          | Francja           |
| [ 24 ] [ 25 ]       | Zombi Child                                 | Zombi Child                           | Bertrand Bonello                                                      | Francja           |

### 2020-2029
| Rok          | Tytuł polski                                         | Tytuł oryginalny                                     | Reżyseria                                            | Kraj produkcji                                       |
| ------------ | ---------------------------------------------------- | ---------------------------------------------------- | ---------------------------------------------------- | ---------------------------------------------------- |
| 2020         | Nagrody nie przyznano z powodu pandemii koronawirusa | Nagrody nie przyznano z powodu pandemii koronawirusa | Nagrody nie przyznano z powodu pandemii koronawirusa | Nagrody nie przyznano z powodu pandemii koronawirusa |
| 2021         | Podziały                                             | La fracture                                          | Catherine Corsini                                    | Francja                                              |
| [ 4 ] [ 27 ] | Zakochana Anais                                      | Les amours d’Anaïs                                   | Charline Bourgeois-Tacquet                           | Francja                                              |
| [ 4 ] [ 27 ] | Benedetta                                            | Benedetta                                            | Paul Verhoeven                                       | Francja                                              |
| [ 4 ] [ 27 ] | Bruno Reidal: Spowiedź mordercy                      | Bruno Reidal                                         | Vincent Le Port                                      | Francja                                              |
| [ 4 ] [ 27 ] | Ghost Song                                           | Ghost Song                                           | Nicolas Peduzzi                                      | Francja                                              |
| [ 4 ] [ 27 ] | Wielka wolność                                       | Große Freiheit                                       | Sebastian Meise                                      | Austria                                              |
| [ 4 ] [ 27 ] | Przedział nr 6                                       | Hytti nro 6                                          | Juho Kuosmanen                                       | Finlandia                                            |
| [ 4 ] [ 27 ] | Wzgórze ryczących lwic                               | Luaneshat e kodrës                                   | Luàna Bajrami                                        | Kosowo                                               |
| [ 4 ] [ 27 ] | Moneyboys                                            | 金錢男孩 Moneyboys                                   | C.B. Yi                                              |                                                      |
| [ 4 ] [ 27 ] | Neptune Frost                                        | Neptune Frost                                        | Saul Williams i Anisia Uzeyman                       | Rwanda                                               |
| [ 4 ] [ 27 ] | Paryż, 13. dzielnica                                 | Les Olympiades, Paris 13e                            | Jacques Audiard                                      | Francja                                              |
| [ 4 ] [ 27 ] | Johnny                                               | Petite nature                                        | Samuel Theis                                         | Francja                                              |
| [ 4 ] [ 27 ] | Powrót do Reims                                      | Retour à Reims (Fragments)                           | Jean-Gabriel Périot                                  | Francja                                              |
| [ 4 ] [ 27 ] | Titane                                               | Titane                                               | Julia Ducournau                                      | Francja                                              |
| [ 4 ] [ 27 ] | Wszystko poszło dobrze                               | Tout s'est bien passé                                | François Ozon                                        | Francja                                              |
| [ 4 ] [ 27 ] | Wenus na brzegu                                      | Venus by Water                                       | Wang Lin                                             |                                                      |
| [ 4 ] [ 27 ] | Kobiety płaczą                                       | Жените плачат Żenite płaczat                         | Mina Milewa i Weseła Kazakowa                        | Bułgaria                                             |
| 2022         | Joyland                                              | Joyland                                              | Saim Sadiq                                           | Pakistan                                             |
| [ 3 ] [ 28 ] | Forever Young                                        | Les Amandiers                                        | Valeria Bruni Tedeschi                               | Francja                                              |
| [ 3 ] [ 28 ] | Turkusowa suknia                                     | Le bleu du caftan                                    | Maryam Touzani                                       | Maroko                                               |
| [ 3 ] [ 28 ] | Pamiętnik przelotnego romansu                        | Chronique d'une liaison passagère                    | Emmanuel Mouret                                      | Francja                                              |
| [ 3 ] [ 28 ] | Pięć diabłów                                         | Les cinq diables                                     | Léa Mysius                                           | Francja                                              |
| [ 3 ] [ 28 ] | Blisko                                               | Close                                                | Lukas Dhont                                          | Belgia                                               |
| [ 3 ] [ 28 ] | Wędrówka kontynentów (na południe)                   | La dérive des continents (au sud)                    | Lionel Baier                                         | Szwajcaria                                           |
| [ 3 ] [ 28 ] | Dodo                                                 | Dodo                                                 | Panos H. Koutras                                     | Grecja                                               |
| [ 3 ] [ 28 ] | Błędny ognik                                         | Fogo-Fátuo                                           | João Pedro Rodrigues                                 | Portugalia                                           |
| [ 3 ] [ 28 ] | Irma Vep                                             | Irma Vep                                             | Olivier Assayas                                      | Francja                                              |
| [ 3 ] [ 28 ] | Gorące dni                                           | Kurak Günler                                         | Emin Alper                                           | Turcja                                               |
| [ 3 ] [ 28 ] | Moonage Daydream                                     | Moonage Daydream                                     | Brett Morgen                                         | Stany Zjednoczone                                    |
| [ 3 ] [ 28 ] | Feministyczna riposta                                | Riposte féministe                                    | Marie Perennès i Simon Depardon                      | Francja                                              |
| [ 3 ] [ 28 ] | Rodeo                                                | Rodéo                                                | Lola Quivoron                                        | Francja                                              |
| [ 3 ] [ 28 ] | Pacifiction                                          | Tourment sur les îles                                | Albert Serra                                         | Francja                                              |
| [ 3 ] [ 28 ] | Mężczyzna                                            | Un varón                                             | Fabián Hernández                                     | Kolumbia                                             |
| [ 3 ] [ 28 ] | Żona Czajkowskiego                                   | Жена Чайковского Żena Czajkowskogo                   | Kiriłł Sieriebriennikow                              | Rosja                                                |
| 2023         | Monster                                              | 怪物 Kaibutsu                                        | Hirokazu Koreeda                                     | Japonia                                              |
| [ 3 ] [ 29 ] | Anatomia upadku                                      | Anatomie d'une chute                                 | Justine Triet                                        | Francja                                              |
| [ 3 ] [ 29 ] | Conann                                               | Conann                                               | Bertrand Mandico                                     | Luksemburg                                           |
| [ 3 ] [ 29 ] | How to Have Sex                                      | How to Have Sex                                      | Molly Manning Walker                                 | Wielka Brytania                                      |
| [ 3 ] [ 29 ] | Idol                                                 | The Idol                                             | Sam Levinson                                         | Stany Zjednoczone                                    |
| [ 3 ] [ 29 ] | Kubi                                                 | 首 Kubi                                              | Takeshi Kitano                                       | Japonia                                              |
| [ 3 ] [ 29 ] | Levante                                              | Levante                                              | Lillah Halla                                         | Brazylia                                             |
| [ 3 ] [ 29 ] | Książę                                               | Un prince                                            | Pierre Creton                                        | Francja                                              |
| [ 3 ] [ 29 ] | Powrót do domu                                       | Le retour                                            | Catherine Corsini                                    | Francja                                              |
| [ 3 ] [ 29 ] | Rosalie                                              | Rosalie                                              | Stéphanie Di Giusto                                  | Francja                                              |
| [ 3 ] [ 29 ] | Natura miłości                                       | Simple comme Sylvain                                 | Monia Chokri                                         | Kanada                                               |
| [ 3 ] [ 29 ] | Czas na miłość                                       | Le temps d'aimer                                     | Katell Quillévéré                                    | Francja                                              |
| [ 3 ] [ 29 ] | A Song Sung Blue                                     | 小白船 Xiǎo bái chuán                                | Geng Zihan                                           |                                                      |
| 2024         | Trzy kilometry do końca świata                       | Trei kilometri până la capătul lumii                 | Emanuel Pârvu                                        | Rumunia                                              |
| [ 3 ] [ 30 ] | Baby                                                 | Baby                                                 | Marcelo Caetano                                      | Brazylia                                             |
| [ 3 ] [ 30 ] | Piękność z Gazy                                      | La belle de Gaza                                     | Yolande Zauberman                                    | Francja                                              |
| [ 3 ] [ 30 ] | Bird                                                 | Bird                                                 | Andrea Arnold                                        | Wielka Brytania                                      |
| [ 3 ] [ 30 ] | My Sunshine                                          | ぼくのお日さま Boku no ohisama                       | Hiroshi Okuyama                                      | Japonia                                              |
| [ 3 ] [ 30 ] | Najwięcej zgonów jest w niedziele                    | Los domingos mueren más personas                     | Iair Said                                            | Argentyna                                            |
| [ 3 ] [ 30 ] | Eat the Night                                        | Eat the Night                                        | Caroline Poggi i Jonathan Vinel                      | Francja                                              |
| [ 3 ] [ 30 ] | Emilia Pérez                                         | Emilia Pérez                                         | Jacques Audiard                                      | Francja                                              |
| [ 3 ] [ 30 ] | Balkoniary                                           | Les femmes au balcon                                 | Noémie Merlant                                       | Francja                                              |
| [ 3 ] [ 30 ] | Marcello Mio                                         | Marcello mio                                         | Christophe Honoré                                    | Francja                                              |
| [ 3 ] [ 30 ] | La mer au loin                                       | La mer au loin                                       | Saïd Hamich Benlarbi                                 | Francja                                              |
| [ 3 ] [ 30 ] | Mizerykordia                                         | Miséricorde                                          | Alain Guiraudie                                      | Francja                                              |
| [ 3 ] [ 30 ] | Motel Destino                                        | Motel Destino                                        | Karim Aïnouz                                         | Brazylia                                             |
| [ 3 ] [ 30 ] | La Pampa                                             | La Pampa                                             | Antoine Chevrollier                                  | Francja                                              |
| [ 3 ] [ 30 ] | Królowe dram                                         | Les reines du drame                                  | Alexis Langlois                                      | Francja                                              |
| [ 3 ] [ 30 ] | Bezwstydne                                           | The Shameless                                        | Konstantin Bożanow                                   | Indie                                                |
| [ 3 ] [ 30 ] | Viet i Nam                                           | Trong lòng đất                                       | Minh Quý Trương                                      | Wietnam                                              |
| [ 3 ] [ 30 ] | Żyć, umierać, odradzać się                           | Vivre, mourir, renaître                              | Gaël Morel                                           | Francja                                              |

## Filmy krótkometrażowe
Laureaci są wyróżnieni pogrubioną czcionką na złotym tle.

### 2012-2019
| Rok           | Tytuł | Reżyseria                                                                                         | Kraj produkcji       |
| ------------- | --- | ------------------------------------------------------------------------------------------------- | -------------------- |
| 2012          | To nie jest film o kowbojach (Ce n'est pas un film de cow-boys)                                                | Benjamin Parent                                                                                   | Francja              |
| 2013          | Nagrody nie wręczono                                                                                           | Nagrody nie wręczono                                                                              | Nagrody nie wręczono |
| 2014          | Nagrody nie wręczono                                                                                           | Nagrody nie wręczono                                                                              | Nagrody nie wręczono |
| 2015          | Locas perdidas                                                                                                 | Ignacio Juricic Merillán                                                                          | Chile                |
| [ 19 ]        | The Fox Exploits The Tiger’s Might                                                                             | Lucky Kuswandi                                                                                    | Indonezja            |
| [ 19 ]        | Kung Fury: Pięści czasu (Kung Fury)                                                                            | David Sandberg                                                                                    | Szwecja              |
| [ 19 ]        | Ramona | Andrei Cretulescu                                                                                 | Rumunia              |
| [ 19 ]        | Oceń mnie (Rate Me)                                                                                            | Fyzal Boulifa                                                                                     | Wielka Brytania      |
| [ 19 ]        | Niedzielny obiad (Le repas dominical)                                                                          | Céline Devaux                                                                                     | Francja              |
| [ 19 ]        | Victor XX | Ian Garrido López                                                                                 | Hiszpania            |
| 2016          | Gabber Lover                                                                                                   | Anna Cazenave Cambet                                                                              | Francja              |
| [ 20 ]        | In the Hills                                                                                                   | Hamid Ahmadi                                                                                      | Wielka Brytania      |
| [ 20 ]        | Prenjak | Wregas Bhanuteja                                                                                  | Indonezja            |
| [ 20 ]        | Le soldat vierge                                                                                               | Erwan Le Duc                                                                                      | Francja              |
| [ 20 ]        | Superbia | Luca Tóth                                                                                         | Węgry                |
| 2017          | Wyspy (Les îles)                                                                                               | Yann Gonzalez                                                                                     | Francja              |
| [ 21 ] [ 22 ] | Dziedzictwo (Ben Mamshich)                                                                                     | Yuval Aharoni                                                                                     | Izrael               |
| [ 21 ] [ 22 ] | Niegrzeczny króliczek (Coelho Mau)                                                                             | Carlos Conceição                                                                                  | Portugalia           |
| [ 21 ] [ 22 ] | Möbius | Sam Kuhn                                                                                          | Stany Zjednoczone    |
| [ 21 ] [ 22 ] | Najpiękniejsze fajerwerki ever                                                                                 | Aleksandra Terpińska                                                                              | Polska               |
| [ 21 ] [ 22 ] | Wiśnie (Trešnje)                                                                                               | Dubravka Turić                                                                                    | Chorwacja            |
| 2018          | Sierota (O Órfão)                                                                                              | Carolina Markowicz                                                                                | Brazylia             |
| [ 3 ]         | Gumowy delfin (Dolfin Megumi)                                                                                  | Ori Aharon                                                                                        | Izrael               |
| [ 3 ]         | Sailor's Delight                                                                                               | Louise Aubertin, Éloïse Girard, Marine Meneyrol, Jonas Ritter, Loucas Rongeart i Amandine Thomoux | Francja              |
| [ 3 ]         | Ultra Pulpe | Bertrand Mandico                                                                                  | Francja              |
| 2019          | Dystans między niebem a nami (Η απόσταση ανάμεσα στον ουρανό κι εμάς / I apostasi anamesa ston ourano ki emas) | Wasilis Kekatos                                                                                   | Grecja               |
| [ 4 ] [ 25 ]  | Grand bouquet                                                                                                  | Nao Yoshigai                                                                                      | Japonia              |
| [ 4 ] [ 25 ]  | Jeremiah | Kenya Gillespie                                                                                   | Stany Zjednoczone    |
| [ 4 ] [ 25 ]  | Journey Through a Body                                                                                         | Camille Degeye                                                                                    | Francja              |
| [ 4 ] [ 25 ]  | Kochanka z Manili (The Manila Lover)                                                                           | Johanna Pyykkö                                                                                    | Norwegia             |
| [ 4 ] [ 25 ]  | Gimnastyczka (南方少女 / Nan Fang Shao Nv)                                                                     | Yang Qiu                                                                                          |                      |
| [ 4 ] [ 25 ]  | Сложноподчинённое Słożnopodczinionnoje                                                                         | Olesja Jakowlewa                                                                                  | Rosja                |

### 2020-2029
| Rok          | Tytuł                                                                 | Reżyseria                                            | Kraj produkcji                                       |
| ------------ | --------------------------------------------------------------------- | ---------------------------------------------------- | ---------------------------------------------------- |
| 2020         | Nagrody nie przyznano z powodu pandemii koronawirusa                  | Nagrody nie przyznano z powodu pandemii koronawirusa | Nagrody nie przyznano z powodu pandemii koronawirusa |
| 2021         | Upadek jerzyka (La caída del vencejo)                                 | Gonzalo Quincoces                                    | Hiszpania                                            |
|              | Frida                                                                 | Aleksandra Odić                                      | Niemcy                                               |
| [ 4 ] [ 27 ] | Billy Boy                                                             | Sacha Amaral                                         | Argentyna                                            |
| [ 4 ] [ 27 ] | Brutalia, ergasimes meres                                             | Manolis Mawris                                       | Grecja                                               |
| [ 4 ] [ 27 ] | Cicada                                                                | Yoon Daewoen                                         | Korea Południowa                                     |
| [ 4 ] [ 27 ] | Właściwe słowa (Haut les coeurs)                                      | Adrian Moyse Dullin                                  | Francja                                              |
| [ 4 ] [ 27 ] | King Max                                                              | Adèle Vincenti-Crasson                               | Francja                                              |
| [ 4 ] [ 27 ] | Simone est partie                                                     | Mathilde Chavanne                                    | Francja                                              |
| [ 4 ] [ 27 ] | Nad wodą (Über Wasser)                                                | Jela Hasler                                          | Szwajcaria                                           |
| 2022         | Popatrz na mnie (当我望向你的时候 / Dang wo wang xiang ni de shi hou) | Huang Shuli                                          |                                                      |
| [ 19 ]       | Aribada                                                               | Simon(e) Jaikiriuma Paetau i Natalia Escobar         | Kolumbia                                             |
| [ 19 ]       | Las criaturas que se derriten bajo el sol                             | Diego Céspedes                                       | Chile                                                |
| [ 19 ]       | Feng zheng                                                            | Li Yingtong                                          |                                                      |
| [ 19 ]       | Le feu au lac                                                         | Pierre Menahem                                       | Francja                                              |
| [ 19 ]       | Persona (Gakjil)                                                      | Su-jin Moon                                          | Korea Południowa                                     |
| [ 19 ]       | Hideous                                                               | Yann Gonzalez                                        | Wielka Brytania                                      |
| [ 19 ]       | Des jeunes filles enterrent leur vie                                  | Maïté Sonnet                                         | Francja                                              |
| [ 19 ]       | MumLife                                                               | Ruby Challenger                                      | Australia                                            |
| [ 19 ]       | Plaża (The Pass)                                                      | Pepi Ginsberg                                        | Stany Zjednoczone                                    |
| [ 19 ]       | Na tronie Kserksesa (Στον θρόνο του Ξέρξη / Ston throno tou Xerxi)    | Evi Kalogiropoulou                                   | Grecja                                               |
| [ 19 ]       | Swan dans le centre                                                   | Iris Chassaigne                                      | Francja                                              |
| 2023         | Boléro                                                                | Nans Laborde-Jourdàa                                 | Francja                                              |
| [ 20 ]       | 27                                                                    | Flóra Anna Buda                                      | Węgry                                                |
| [ 20 ]       | Daroone poust                                                         | Shafagh Abosaba i Maryam Mahdiye                     |                                                      |
| [ 20 ]       | Dziwne ścieżki życia (Extraña forma de vida)                          | Pedro Almodóvar                                      | Hiszpania                                            |
| [ 20 ]       | Zobaczyłam twarz diabła (J'ai vu le visage du diable)                 | Julia Kowalski                                       | Francja                                              |
| [ 20 ]       | Mast-del                                                              | Maryam Tafakory                                      |                                                      |
| [ 20 ]       | Stranger                                                              | Jehnny Beth i Iris Chassaigne                        | Francja                                              |
| 2023         | Las novias del sur                                                    | Elena López Riera                                    | Hiszpania                                            |
| [ 20 ]       | Immaculata                                                            | Kim Lêa Sakka                                        | Niemcy                                               |
| [ 20 ]       | As minhas sensações são tudo o que tenho para oferecer                | Isadora Neves Marques                                | Portugalia                                           |
| [ 20 ]       | Sannapäiv                                                             | Anna Hints i Tushar Prakash                          | Estonia                                              |
| [ 20 ]       | Three                                                                 | Amie Song                                            | Stany Zjednoczone                                    |

## Członkowie jury

### 2010-2019
| 2010 - Benoit Arnulf, dyrektor artystyczny Festiwalu LGBT w Nicei - Florence Ben Sadoun, dziennikarka - Romain Charbon, krytyk filmowy - Mike Goodridge, redaktor naczelny "Screen International" - Xavier Leherpeur, krytyk filmowy - Ivan Mitifiot, koordynator na Festiwalu LGBT w Lyonie - Pascale Ourbih, dyrektor Festiwalu LGBT Chéries Chéris w Paryżu - Brian Robinson, selekcjoner Festiwalu LGBT w Londynie | 2011 - Elisabeth Quin, dziennikarka – przewodnicząca jury - Thomas Abeltshauser, dziennikarz - Fred Arends, selekcjoner festiwalu Pink Screens w Brukseli - Esther Cuénot, selekcjonerka festiwalu Cinémarges w Bordeaux - Gérard Lefort, dziennikarz - Roberto Schinardi, dziennikarz |

| 2012 - Julie Gayet, aktorka i producentka filmowa – przewodnicząca jury - Sam Ashby, redaktor i projektant plakatów - Jim Dobson, publicysta - Sarah Neal, selekcjonerka Queer Film Festival w Brisbane - Frédéric Niolle, asystent reżysera i dziennikarz - Moira Sullivan, wykładowczyni i krytyczka filmowa | 2013 - João Pedro Rodrigues, reżyser – przewodniczący jury - Daniel Dreifuss, producent - Nicolas Gilson, dziennikarz - Annie Morette, redaktorka - Michel Reilhac, reżyser |

| 2014 - Bruce LaBruce, reżyser – przewodniczący jury - Anna Margarita Albelo, reżyserka - João Ferreira, dyrektor artystyczny i selekcjoner festiwalu Queer Lisboa w Lizbonie - Charlotte Lipinska, dziennikarka - Ricky Mastro, selekcjoner festiwalu Recifest | 2015 - Desiree Akhavan, reżyserka – przewodnicząca jury - Ava Cahen, dziennikarka - Laëtitia Eïdo, aktorka - Elli Mastorou, dziennikarka - Nadia Turincev, producentka filmowa |

| 2016 - Olivier Ducastel, reżyser – przewodniczący jury - Jacques Martineau, reżyser – przewodniczący jury - Émilie Brisavoine, reżyserka - João Federici, dyrektor artystyczny festiwalu MixBrasil - Marie Sauvion, dziennikarka | 2017 - Travis Mathews, reżyser – przewodniczący jury - Yair Hochner, założyciel i dyrektor artystyczny festiwalu TLVFest - Paz Lázaro, selekcjonerka sekcji "Panorama" na MFF w Berlinie - Didier Roth-Bettoni, dziennikarz i historyk kina - Lidia Leber Terki, reżyserka |

| 2018 - Sylvie Pialat, producentka filmowa – przewodnicząca jury - Boyd van Hoeij, krytyk filmowy - Pepe Ruiloba, selekcjoner festiwalowy i krytyk filmowy - Dounia Sichov, aktorka, montażystka i producentka filmowa - Morgan Simon, reżyser | 2019 - Virginie Ledoyen, aktorka – przewodnicząca jury - Claire Duguet, operatorka filmowa - Kim Kee-Yoon, komiczka - Filipe Matzembacher, reżyser - Marcio Reolon, reżyser |

### 2020-2029
| 2020 Nagrody nie przyznano z powodu pandemii koronawirusa | 2021 - Nicolas Maury, aktor – przewodniczący jury - Josza Anjembe, reżyserka i dziennikarka - Vahram Muratyan, artysta grafik - Roxanne Mesquida, aktorka - Aloïse Sauvage, aktorka |

| 2022 - Catherine Corsini, reżyserka – przewodnicząca jury - Djanis Bouzyani, aktor - Marilou Duponchel, dziennikarka - Stéphane Riethauser, producent filmowy - Paul Struthers, producent filmowy | 2023 - John Cameron Mitchell, reżyser – przewodniczący jury - Louise Chevillotte, aktorka - Zeno Graton, reżyser - Isabel Sandoval, reżyserka i aktorka - Cédric Succivalli, krytyk filmowy |

| 2024 - Lukas Dhont, reżyser – przewodniczący jury - Hugo Bardin, reżyser, aktor i drag queen - Sophie Letourneur, reżyserka i aktorka - Juliana Rojas, reżyserka - Jad Salfiti, dziennikarz |